# Chicas pistoleras

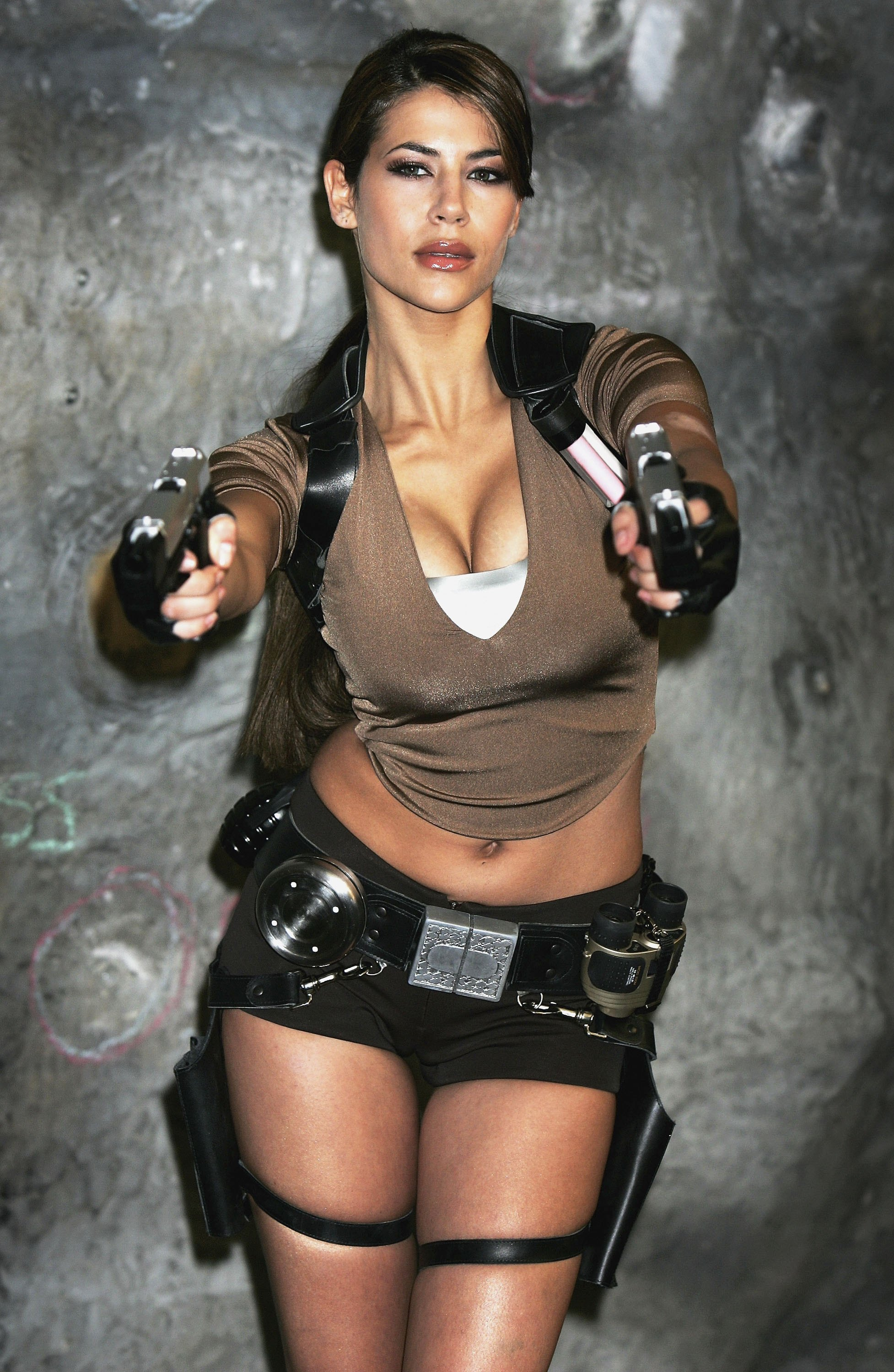
Karima Adebibe, modelo promocional del juego Lara Croft Tomb Raider: Legend

Las chicas pistoleras es un subgénero de las películas de acción y animación—a menudo películas asiáticas y de anime—que retratan a una protagonista femenina fuerte que hace uso de armas de fuego para defenderse o atacar a un grupo de antagonistas. El género típicamente implica pistolas, acción y artes marciales.

## Anime y manga
- Canaan
- Bubblegum Crisis
- Bubblegum Crisis Tokyo 2040
- Dirty Pair
- Angel Heart
- Gunslinger Girl
- Gunsmith Cats
- Noir
- Madlax
- Mezzo Forte
- Mezzo DSA
- Ghost in the Shell: Stand Alone Complex
- Black lagoon
- El Cazador de la Bruja
- Lycoris Recoil

## Videojuegos
- saga Metroid
- saga Tomb Raider
- saga Resident Evil
- saga Perfect Dark
- saga Bayonetta
- saga Dino Crisis
- saga Parasite Eve
- saga Left 4 Dead
- Control (videojuego)
- Oni

## Televisión
- Playgirl (プレイガール)
- The Avengers
- Supergirl
- Alias
- La Femme Nikita
- Ángel de la Muerte (serie web)
- Nikita